# Symfonie nr. 1 (Vine)
Carl Vine voltooide zijn Symfonie nr. 1 Microsymfonie in 1986.
Vine componeerde zijn eerste werk in 1973. Na 13 jaar kwam de opdracht tot het besproken werk van het Jeugdorkest van Sydney met de beperking dat het stuk niet al te lang moest duren en dat het recht gaf aan het jeugdig karakter van het orkest. Vine leverde een werk op, dat haast past in de traditie van Darius Milhaud, die ook een aantal zeer korte symfonieën schreef (vandaar Micro). Min of meer gedwongen zich te houden aan een maximale speelduur van ongeveer 11½ minuut kon Vine geen gebruik maken van de standaard vierdelige symfonie (die volgde pas in zijn zesde), zoals die in de romantiek gewoon was. Het werk kent drie secties, maar is doorgecomponeerd. Er zijn derhalve geen lange melodielijnen, er is wel een centraal thema in A (Vine wisselt regelmatig van majeur naar mineur), dat in die drie secties te horen is. De symfonie heeft een structuur A-B-coda, waarbij het coda teruggrijpt op A. A en het coda zijn weliswaar in standaard maatsoorten geschreven, er zijn voldoende syncopen om het anders te laten klinken, een vergelijking met Le Sacre du printemps van Igor Strawinsky is snel gemaakt. B is meer melodieus en trager van opzet.
Stuart Challender gaf samen met de opdrachtgever de eerste uitvoering in het befaamde Sydney Opera House. Het orkest verzocht een aantal jaren weer om een werk; het werd Vine’s vierde (1993). In het jaar van de première 1986 werd slechts één andere Australische symfonie geschreven, Paul Paviour componeerde zijn vijfde. De eerste symfonie van Vine is in Nederland vrijwel onbekend, in Australië probeerde het Adelaide Symphony Orchestra het werk in 2011 weer te promoten.

## Orkestratie
- 2 piccolo’s, 2 dwarsfluiten, 2 hobo’s, 2 klarinetten, 2 fagotten
- 4 hoorns, 2 trompetten, 2 trombones, 1bastrombone, 1 tuba
- 2 man/vrouw percussie, piano
- violen, altviolen, celli, contrabassen

## Discografie
- Uitgave ABC Classics: Sydney Symphony Orchestra o.l.v. Stuart Challender in een opname uit 1990